# Rogério Samora
José Rogério Filipe Samora (* 28. Oktober 1958 in Amadora, Lissabon; † 15. Dezember 2021 in Amadora, Portugal) war ein portugiesischer Schauspieler.

## Leben
Er wuchs im Graça-Viertel in Lissabon auf, wo er mit fünf Jahren im Amateurtheater Voz do Operário erstmals auf der Bühne stand. Während der Grundschule und des Gymnasiums trat er immer wieder in Amateurtheatern auf, auch dank des Einflusses seiner Großmutter, die Tanzlehrerin war. 1976 begann er ein Studium am Nationalkonservatorium (heute Escola Superior de Teatro e Cinema). 1978 war er Praktikant und Nebendarsteller bei Raul Solnado. Im Dezember 1980 hatte er seine erste größere Rolle, in Filipe La Férias Inszenierung von René Kalinskys A Paixão Segundo Pier Paolo Pasolini (dt.: Die Leidenschaft gemäß Pier Paolo Pasolini) in der Casa da Comédia. Es folgten eine Vielzahl Bühnenengagements und erste Film- und Fernsehrollen. 1986 erhielt er seine erste Hauptrolle im Film, in Matar Saudades (dt. etwa: Sehnsüchte erfüllen, 1988 erschienen, Regie: Fernando Lopes), dem 1987 die erste große Fernsehrolle folgte, in der Serie Cobárdias (dt.: Feigheiten) von Herlânder Peyroteo. Auch in verschiedenen internationalen Produktionen, insbesondere in Frankreich und Spanien, stand er seither vor der Kamera.
Die zunehmenden Rollen in Film und Fernsehen reduzierten die Zahl seiner Theaterauftritte, die er jedoch nie ganz aufgab. Mit Auftritten in den verschiedensten Fernsehformaten, darunter Telenovelas, Sitcoms, Fernsehspiele, Theateraufzeichnungen und Jugend- und Kindersendungen, steigerte sich seine Bekanntheit. Dem Kino gab er jedoch Priorität, und er erhielt stetig Rollen. Insbesondere seit seiner Hauptrolle in O Delfim (2002, Regie: Fernando Lopes) zählte Samora zur ersten Riege der Filmschauspieler des Landes. Seiner Darstellung des Dauphin Palma Bravo, dem letzten Erben einer wohlhabenden, dekadenten Familiendynastie im überholten Estado Novo-Regime Ende der 1960er Jahre, folgten zahlreiche Hauptrollen in Werken bedeutender Regisseure des Portugiesischen Kinos, darunter João Botelho und António-Pedro Vasconcelos. Doch Samora spielte stets auch kleinere Rollen, etwa sein kurzer Auftritt als unwilliger Schauspieler in The Lovebirds (2007, Regie: Bruno de Almeida), oder seine kleinen und größeren Nebenrollen für Altmeister Manoel de Oliveira.
2010 widmete ihm das Festróia-Filmfestival eine Rückschau anlässlich seines 30-jährigen Bühnenjubiläums.
Im September 2021 wurde er ins Krankenhaus in Amadora eingeliefert und lag im Koma, bis er dort am 15. Dezember 2021 im Alter von 62 Jahren an den Folgen eines Herzinfarktes starb.

## Filmografie (Auswahl)
- 1980: Entre Giestas (TV)
- 1982: Serenidade; R: Rosa Coutinho Cabral
- 1985: Der seidene Schuh; R: Manoel de Oliveira
- 1987: O Bobo; R: José Álvaro Morais
- 1988: Matar Saudades; R: Fernando Lopes
- 1988: Die Kannibalen; R: Manoel de Oliveira
- 1989: Esta Noite Sonhei com Brueghel; R: Artur Ramos
- 1990: Adieu mes jolie (TV); R: David Delrieux
- 1991: Um Crime de Luxo, R: Artur Semedo
- 1992: Xavier; R: Manuel Mozos
- 1992: Le jour du serpent; R: Gilles Béhat
- 1992: Zwischensaison; R: Daniel Schmid
- 1992: Villa Mauresque; R: Patrick Mimouni
- 1993: Glückliche Reise – Portugal; R: Stefan Bartmann
- 1994: Um Sabor a Mel; R: Artur Ramos
- 1994: Die Büchse des Bettlers (A Caixa); R: Manoel de Oliveira
- 1995: Fugueuses; R: Nadine Trintignant
- 1995: Feuerzeichen; R: Luís Filipe Rocha
- 1995: Adão e Eva; R: Joaquim Leitão
- 1996: L'enfant du secret (TV); R: Josée Dayan
- 1996: Party; R: Manoel de Oliveira
- 1996: La leyenda de Balthasar el Castrado; R: Juan Miñón
- 1998: Longe da Vista; R: João Mário Grilo
- 1998: Senhor Jerónimo (Kurzfilm); R: Inês de Medeiros
- 1999: Jaime; R: António-Pedro Vasconcelos
- 1999: Inferno; R: Joaquim Leitão
- 2000: A Falha; R: João Mário Grilo
- 2000: Alta Fidelidade; R: Tiago Guedes, Frederico Serra
- 2000: Nelken für die Freiheit; R: Maria de Medeiros
- 2000: Combat d'amour en songe; R: Raúl Ruiz
- 2000: Palavra e Utopia; R: Manoel de Oliveira
- 2000: Entre Nós (Kurzfilm); R: Margarida Cardoso
- 2001: Querida Mãe (TV); R: José Sacramento
- 2001: Das Porto meiner Kindheit; R: Manoel de Oliveira
- 2001: Quem És Tu?; R: João Botelho
- 2002: O Delfim; R: Fernando Lopes
- 2002: Deux; R: Werner Schroeter
- 2002: Carols Reise; R: Imanol Uribe
- 2003: A Passagem da Noite; R: Luís Filipe Rocha
- 2003: Os Imortais; R: António-Pedro Vasconcelos
- 2004: Lá Fora; R: Fernando Lopes
- 2004: O Quinto Império – Ontem Como Hoje; R: Manoel de Oliveira
- 2005: Diário de Um Novo Mundo; R: Paulo Nascimento
- 2005: O Fatalista; R: João Botelho
- 2005: O Crime do Padre Amaro; R: Carlos Coelho da Silva
- 2006: 98 Octanas; R: Fernando Lopes
- 2006: La Caja; R: Juan Carlos Falcón
- 2006: Viúva Rica Solteira Não Fica; R: José Fonseca e Costa
- 2007: O Mistério da Estrada de Sintra; R: Jorge Paixão da Costa
- 2007: The Lovebirds; R: Bruno de Almeida
- 2007: O Capacete Dourado; R: Jorge Cramez
- 2008: A Corte do Norte; R: João Botelho
- 2008–2009: Flor do Mar (Telenovela)
- 2009: Snipers, R: Luís Alvarães, Luís Mário Lopes
- 2009: Eigenheiten einer jungen Blondine, R: Manoel de Oliveira
- 2009: Os Sorrisos do Destino; R: Fernando Lopes
- 2010: Destino Imortal (TV-Mehrteiler)
- 2010: Batepá, R: Orlando Fortunato de Oliveira
- 2010: Regresso a Sizalinda (Fernsehserie)
- 2010–2011: Mar de Paixão (Telenovela)
- 2011–2012: Rosa Fogo  (Telenovela)
- 2013: Portugal, mon amour, R: Ruben Alves
- 2013–2014: Sol de Inverno (Telenovela)
- 2015: Mar Salgado (Fernsehserie)
- 2015: 1001 Nacht, Teil 1: Der Ruhelose, R: Miguel Gomes
- 2015: 1001 Nacht, Teil 2: Der Verzweifelte, R: Miguel Gomes
- 2015–2016: Poderosas (Telenovela)
- 2016–2017: Amor Maior (Telenovela)
- 2017: Mata Hari (portugiesisch-russische Fernsehserie)
- 2018: Raiva, R: Sérgio Tréfaut
- 2019: O Filme do Bruno Aleixo, R: João Moreira, Pedro Santo
- 2019–2021: Nazaré (Telenovela)
- 2021: Amor Amor (Telenovela)